# Nikojevići
Nikojevići (Servisch cyrillisch Никојевићи) is een plaats in de Servische gemeente Užice. De plaats telt 416 inwoners (2002).